# Reprezentare simplectică
În teoria reprezentărilor din matematică, o reprezentare simplectică este o reprezentare a unui grup sau o algebră Lie pe un spațiu vectorial simplectic (V, ω), care păstrează forma simplectică ω, în care ω este o formă biliniară antisimetrică nedegenerată:
{\displaystyle \omega \colon V\times V\to \mathbb {F} }
iar F un câmp scalar. O reprezentare a unui grup G păstrează pe ω dacă:
{\displaystyle \omega (g\cdot v,g\cdot w)=\omega (v,w)}
oricare ar fi g din G și oricare ar fi v și w din V, întrucât o reprezentare a unei algebre Lie, g, conservă pe ω dacă:
{\displaystyle \omega (\xi \cdot v,w)+\omega (v,\xi \cdot w)=0}
oricare ar fi ξ din g și v, w din V. Astfel, o reprezentare a lui G sau g este echivalentă cu homomorfismul unui grup sau algebră Lie de la G sau g la grupul simplectic Sp(V,ω) sau algebra lui Lie sp(V,ω).
Dacă G este un grup compact, de exemplu un grup finit, iar F un câmp de numere complexe, atunci, prin introducerea unei structuri unitare compatibile (care există datorită unui parametru mediat), putem arăta că orice reprezentare simplectică este o reprezentare cuaternionică. Adesea reprezentările cuaternionice sunt numite reprezentări simplectice și pot fi identificate cu ajutorul indicatorului Frobenius-Schur.